# 威廉·巴伦支
威廉·巴倫支（荷蘭語：Willem Barentsz，1550年—1597年6月20日），是一位荷兰航海家、制图家和北极探险家。
巴伦支三次到极北探险，寻找一条北方海路。在他的前两次航行中，他到达了新地岛和喀拉海，但两次都因结冰而折返。在第三次探险中，船员们发现了斯匹次卑尔根岛和熊岛，但随后在新地岛搁浅了将近一年。巴伦支死于1597年的返航途中。
巴伦支海是以他的名字命名的。

## 生平
威廉·巴伦支于1550年左右出生在特谢林岛，该岛位于十七省，也就是现在的荷兰。巴伦支不是他的姓氏，而是他父親的名，这是“巴伦特的儿子”的缩写（是的縮寫，是「 的兒子」的意思，字尾荷蘭語發音：[-so:n]）。
巴伦茨是一名贸易制图师，他航行到西班牙和地中海，完成了地中海地区的地图集，并与彼得勒斯·普朗修斯共同出版。
作为一名探险家，他的职业生涯一直在寻找北方海路，他认为北方海路一定存在于西伯利亚北部的一片清澈开阔的水域，因为太阳一天24小时都在照耀，他相信这片水域会融化任何潜在的冰。

### 第一次航行

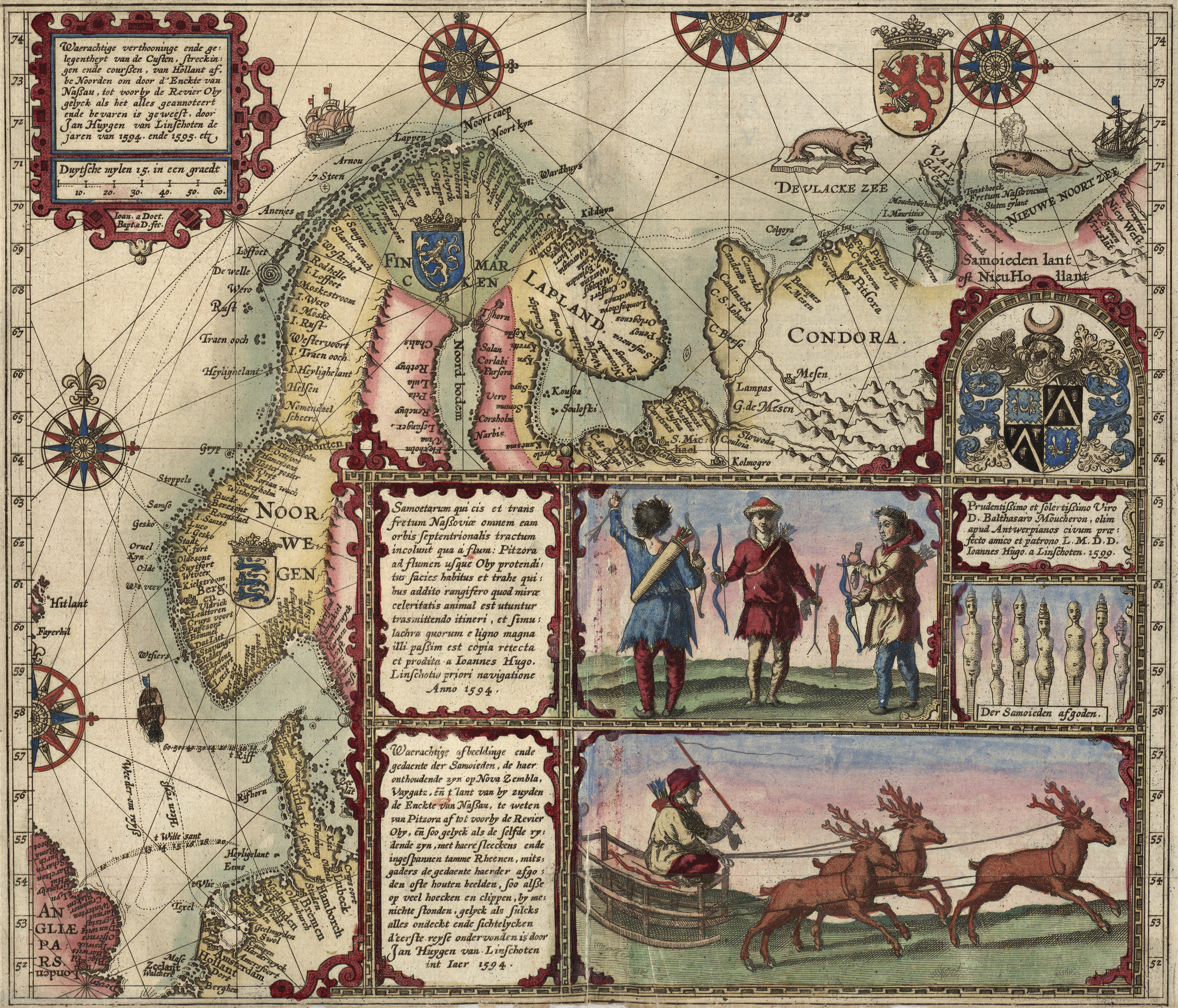
威廉·巴伦支第一次航行的地图

1594年6月5日，巴伦支乘坐一艘名为“水星号”的小船离开了特塞尔岛，和他一起前往喀拉海的共有三艘船，希望能找到西伯利亚上方的北方海路。6月23日至29日，巴伦支停留在基利金岛。
7月9日，船员们第一次遇到了北极熊。当它试图爬上船时，船员们用步枪射击了它，他们决定抓住它，希望能把它带回荷兰。然而，这只熊一旦被拴住并带上了船，它就横冲直撞，因此船员不得不杀死他。这件事发生在威廉斯岛的贝尔克里克。
在发现奥兰治群岛时，船员们遇到了大约200只海象，他们试图用斧头和长矛杀死它们。但是完成这项任务比船员们想象的还要困难，因此他们只获得了几根象牙。
巴伦支到达了新地岛的西海岸，在被迫在巨大的冰山面前返回之前，它一直向北走。虽然他们没有达到最终的目标，但这次旅行被认为是成功的。
让·哈伊根·范林斯霍滕是这次远征的成员，也是第二次远征的成员。

### 第二次航行

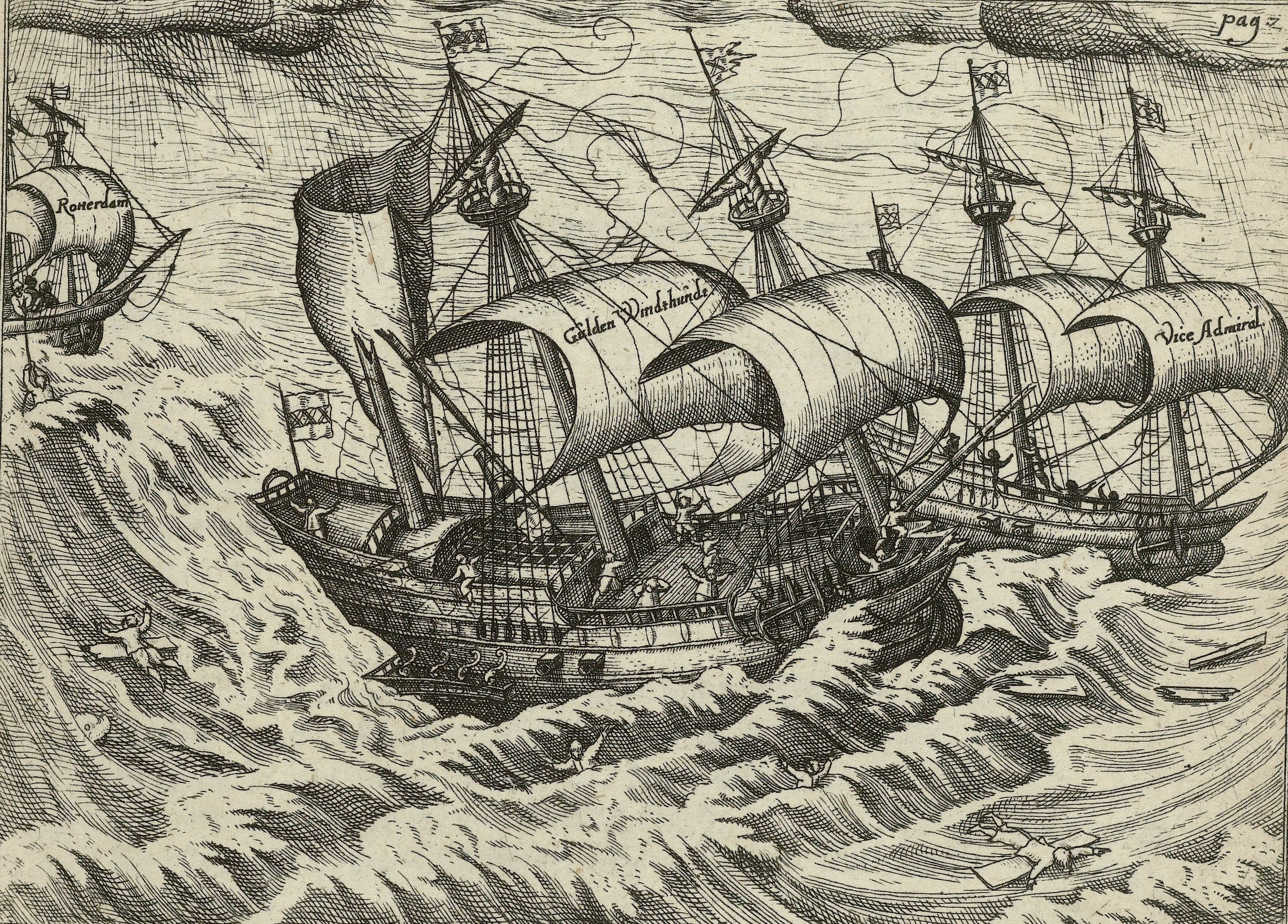
在1595年8月6日第二次航行中，巴伦支的旗舰古尔登·温德孙德号几乎与海军中将号相撞

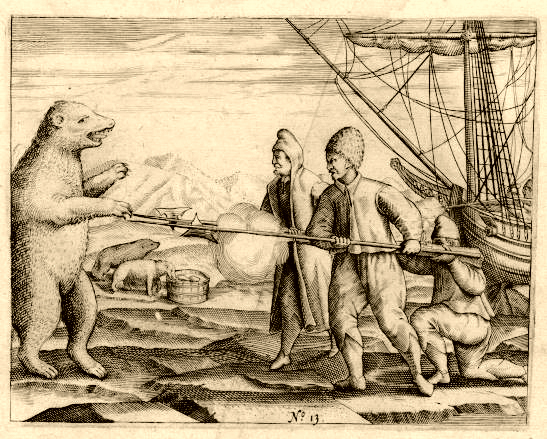
威廉·巴伦支的船员们正在与一只北极熊搏斗

第二年，拿骚的毛里茨親王听到巴伦支的前一次航行后，心中充满了“最夸张的希望”，并任命他为新远征队的首席驾驶员和指挥，与他同行的还有六艘满载着荷兰人而且希望与中国进行贸易的商船。
1595年6月2日出发，航行于西伯利亚海岸和瓦伊加奇岛之间。8月30日，该队遇到大约20名萨莫耶德“野人”，由于一名船员能够说他们的语言，他们能够同这些人交谈。9月4日，一小队人员被派往邦斯岛，寻找早些时候注意到的一种水晶。这支队伍遭到了一只北极熊的袭击，两名水手丧生。
最后，探险队发现意外的天气使喀拉海冻结，于是返回。这次探险很大程度上被认为是失败的。

### 第三次航行

威廉·巴伦支第三次航行地图

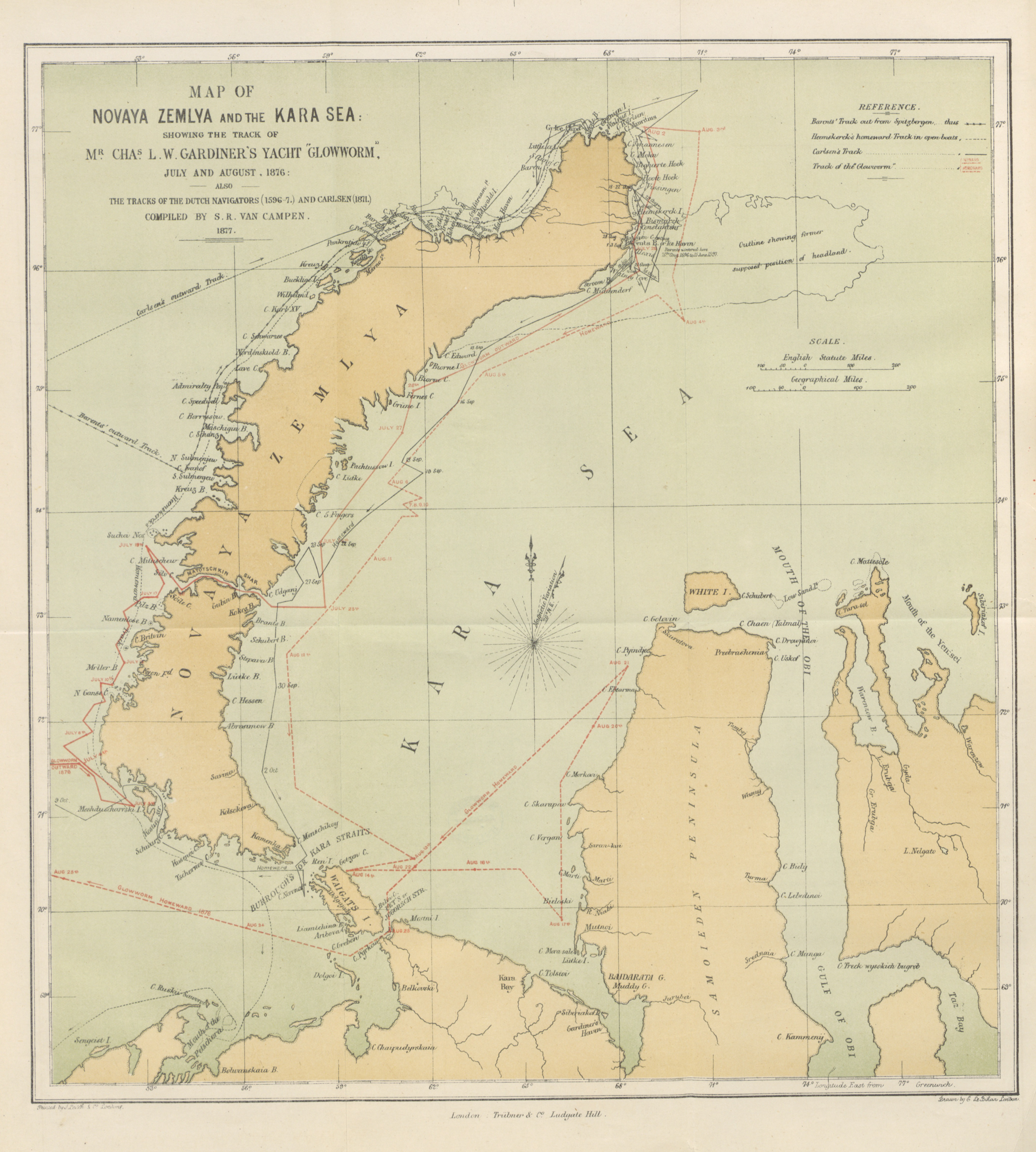
荷兰航海家的航迹(1596-97)

1596年，由于对前几次探险的失败感到失望，荷兰国会宣布不再资助类似的航行，而是为成功穿越北方海路的人提供高额奖励。
阿姆斯特丹市议会购买并装备了两艘由里日普和雅各布·凡·黑姆斯克尔克担任船长的小船，在巴伦支的指挥下寻找这条难以捉摸的航路。他们于5月10日或15日出发，6月9日发现了熊岛。
6月17日，他们在西北海岸发现了斯匹次卑尔根群岛。6月20日，他们看到了一个后来被称为Raudfjorden的大海湾的入口。6月21日，他们在克洛文悬崖和Vogelsang之间抛锚，在那里“竖起了荷兰人的武器柱子”。6月25日，他们进入了Magdalenefjorden，根据在那里发现的海象象牙，他们将其命名为Tusk湾。第二天，也就是6月26日，他们驶进了Forlandsundet的北部入口，但因浅滩而被迫折返，这使得他们把这个峡湾称为Keerwyck(“被迫折返的海湾”)。6月28日，他们绕过了Prins Karls Forland的北部岬角，他们把那里命名为Vogelhoek，因为他们看到那里有大量的鸟类。他们向南航行，经过Isfjorden和Bellsund，这两个地方在巴伦支的海图上标注为Grooten Inwyck和Inwyck。

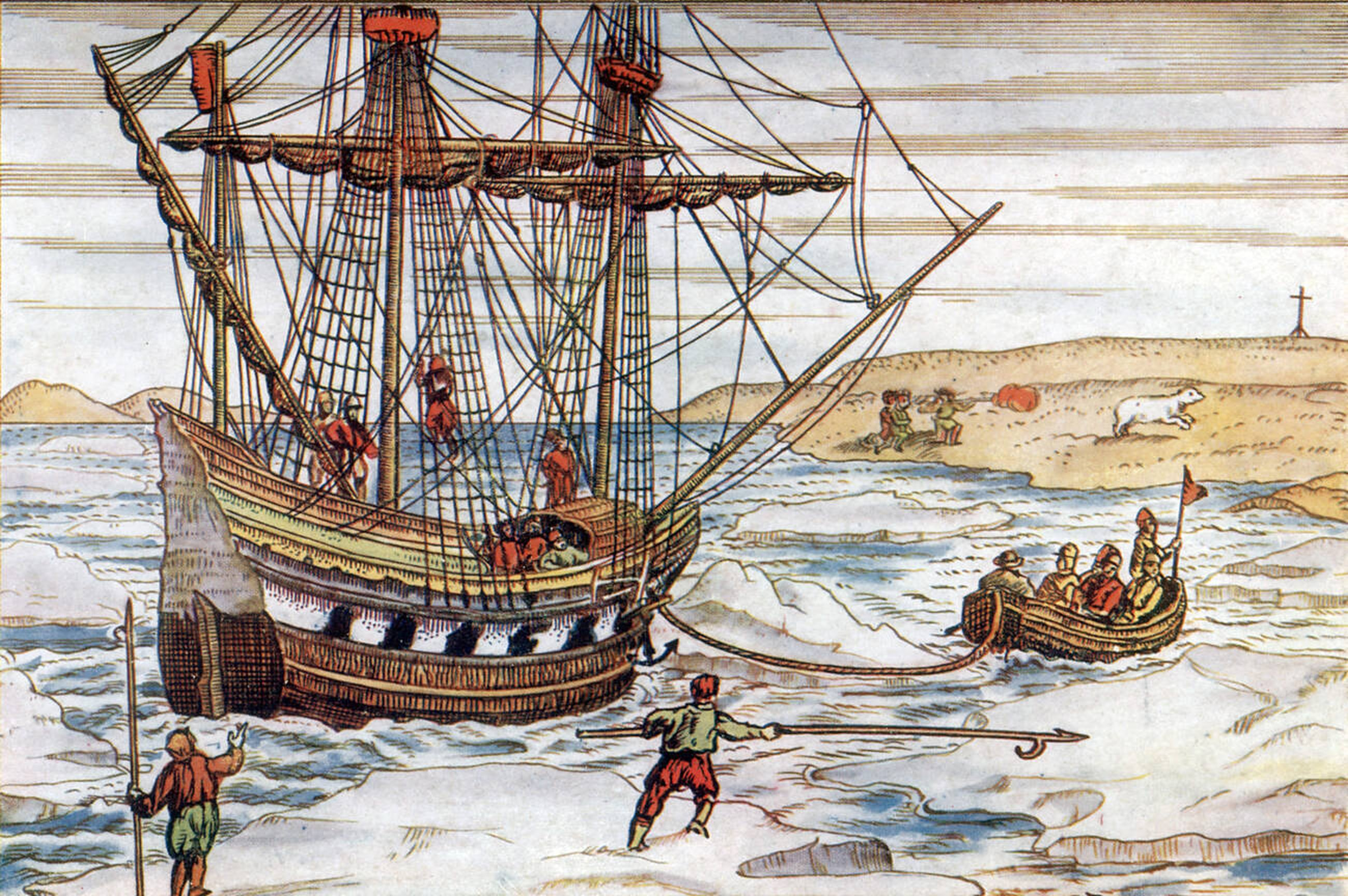
威廉·巴伦支的船在北极冰中航行

7月1日，两艘船再次抵达熊岛，导致巴伦支和凡·黑姆斯克尔克一方和里日普一方发生争执。他们同意分道扬镳，巴伦支继续往东北方向走，而里日普则向正北前进。巴伦支于7月17日抵达新地岛。为了避免被困在周围的冰层中，他打算前往喀拉海峡，但却被困在了众多的冰山和浮冰中。
16名船员被困在船上，被迫在冰上度过了冬天，他们还带着船舱男孩。在一次融化永冻土的尝试失败后，船员们用船上的木材建造了一个7.8×5.5米的小屋，他们称之为Het Behouden Huys(救人的房子)。

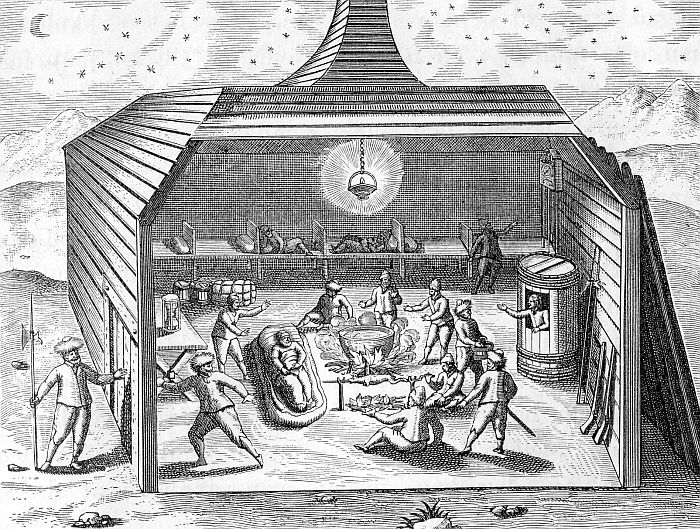
救人的房子

在极端寒冷的环境下，船员们意识到他们的袜子在他们的脚还没有感受到火的温暖之前就已经被烧焦了，于是他们开始睡在温暖的石头和炮弹旁边。此外，他们还用船上的商业织物制作额外的毯子和衣服。
船上装有盐腌牛肉、黄油、奶酪、面包、大麦、豌豆、黄豆、面粉、油、醋、芥末、盐、啤酒、葡萄酒、白兰地、硬面包、烟熏肉、火腿和鱼。许多啤酒都冻坏了，把桶胀破了。到11月8日，记日记的船上木匠盖瑞特·德维尔报告说啤酒和面包短缺，四天后对葡萄酒实行定量供应。
1597年1月，德维尔成为第一个目睹和记录被称为新地岛效应的大气异常的人。

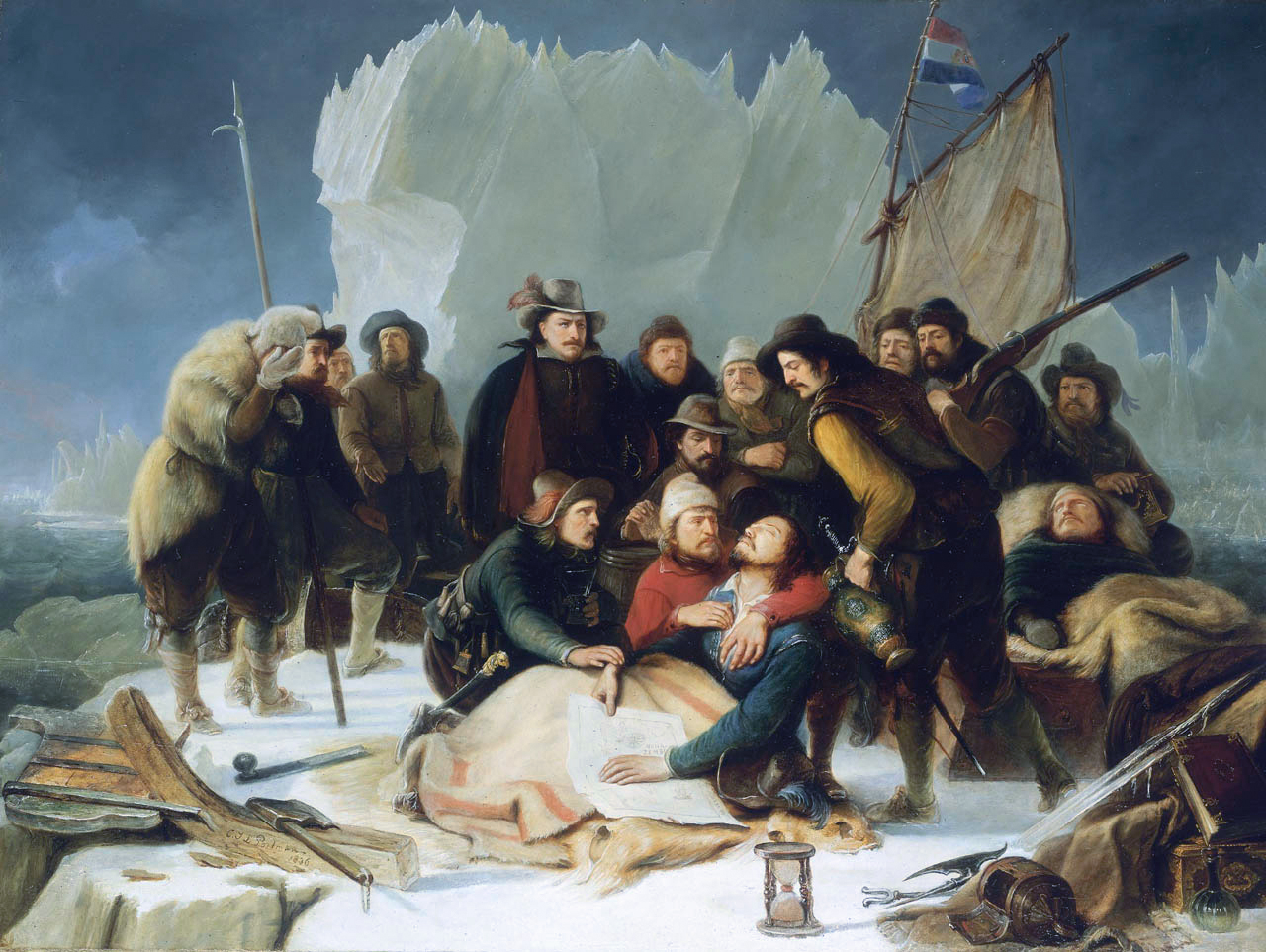
巴伦支之死

为了证明他们的狩猎能力，他们用原始的陷阱捕获了26只北极狐，还猎杀了一些北极熊。
6月到来时，冰层还没有解冻，这群满身坏血病的幸存者在6月13日乘两艘小船出海。1597年6月20日，巴伦支在出海7天后研究海图时死于海上。目前尚不清楚巴伦支是埋在新地岛的北部，还是举行了海葬。他们又花了7个多星期才到达科拉半岛，在那里被一艘荷兰商船救起，这艘商船是由前探险家里日普指挥的。到那时，只剩下12名船员。最终，他们直到11月1日才到达阿姆斯特丹。究竟是两人死在浮冰上，三人死在船上，还是三人死在浮冰上，两人死在船上，消息来源存在分歧。那个年轻的船舱男孩在冬天的几个月里死在了避难所里。

## 挖掘和发现

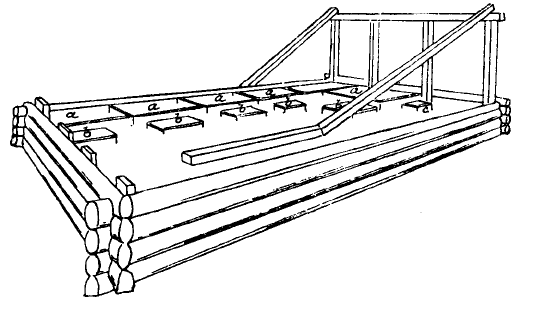
新地岛上威廉·巴伦支的木屋遗迹，由林·卡尔森于1871年绘制

1871年，挪威海豹猎人林·卡尔森发现了巴伦支的船员所居住的木屋，它没有受到任何破环。卡尔森绘制了小屋建筑的草图，记录了发现的两个铜锅、一个桶、一个工具箱、时钟、撬棍、长笛、衣服、两个空箱子、一个烹饪用的三脚架和一些图片。1875年8月17日，甘德森船长在该地点登陆，并收集了一把抓具、两张地图和一份皮特和杰克曼航行的手写翻译。次年，查尔斯·L·W·加德纳也于7月29日参观了该遗址，在那里他又收集了112件物品，包括巴伦支和海姆斯克向未来游客描述他们定居地的信息。所有这些物品最终都被送到了阿姆斯特丹国立博物馆，而其中一些物品最初是在海牙被保存的。

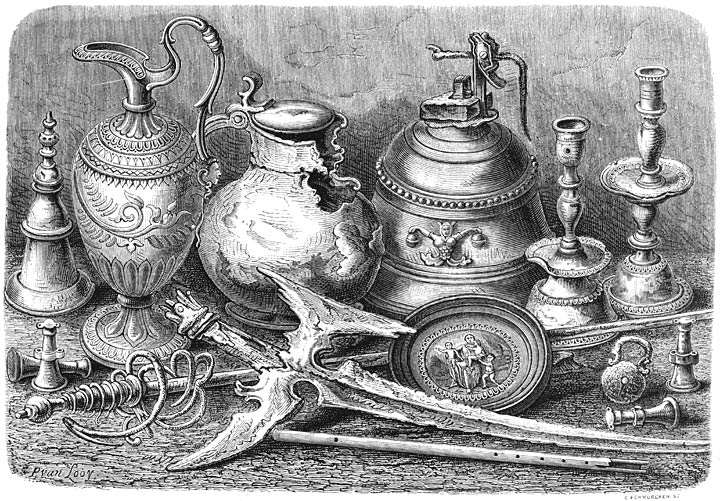
在木屋中发现的物品

业余考古学家米洛拉多维奇1933年的考古发现被保存在圣彼得堡的北极和南极博物馆。克拉夫琴科曾在1977年、1979年和1980年访问过那里，并派潜水员下海，希望能找到这艘大船的残骸。他带着一些物品回来，这些物品大部分被送往阿尔汉格尔斯克当地传说博物馆(俄罗斯)，一小部分被留在了当地博物馆。
1992年，由格罗宁根大学北极中心委托的三名科学家、一名新闻记者和两名摄影师组成的探险队，连同圣彼得堡北极和南极研究所派来的两名科学家、一名厨师和一名医生，返回了该地点，并在小屋的地点竖起了一个纪念标记。

巴伦支死在浮冰上过冬的地点已经成为从摩尔曼斯克出发的破冰船巡游的旅游目的地。

## 遗产

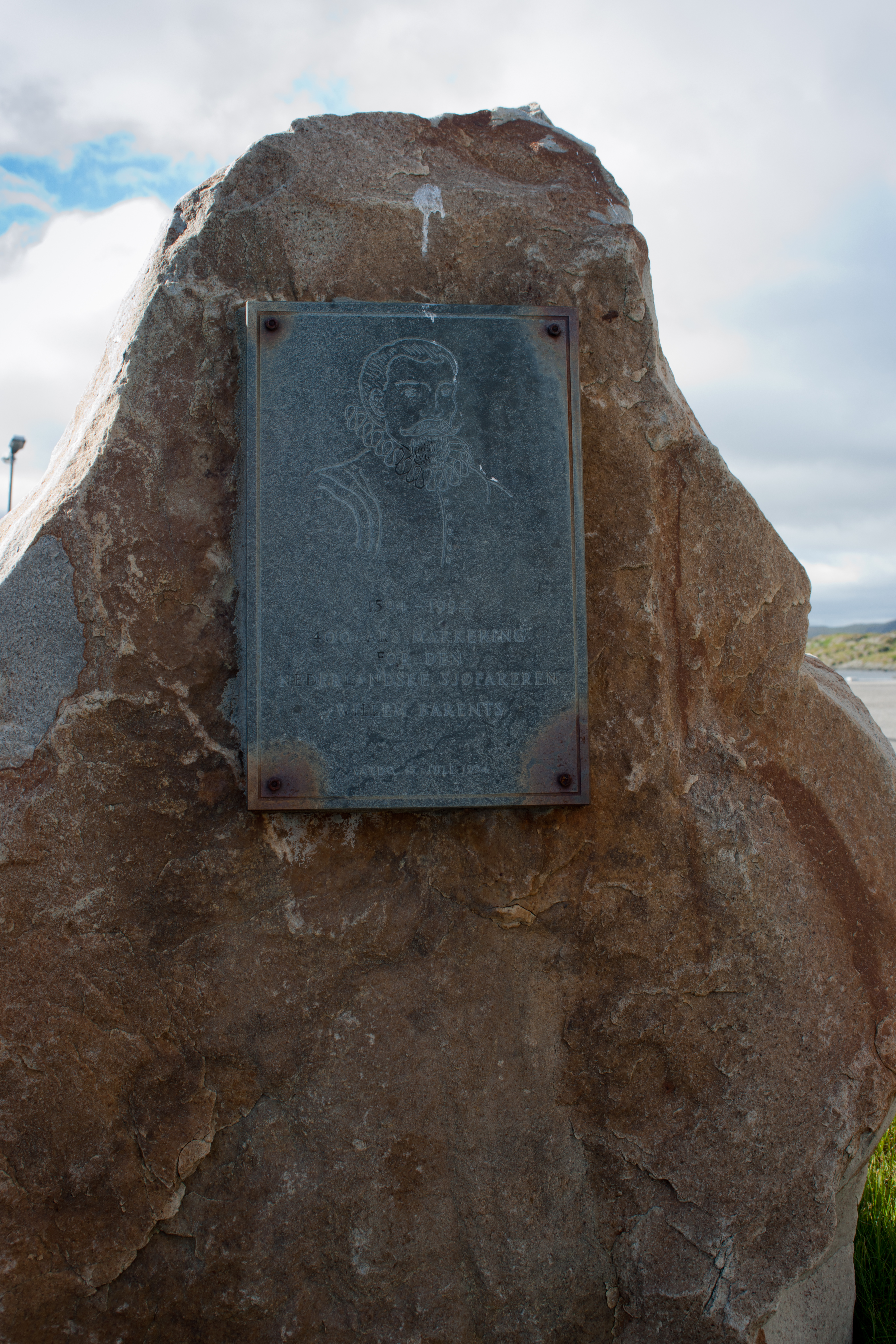
位于挪威瓦尔德的纪念碑

巴伦支的船员后来出版了他们的日记，其中包括在前两次航行中跟随他的让·哈伊根·范林斯霍滕，以及在最后两次航行中担任船上木工的格里特·德·维尔。
1853年，前穆尔姆海为纪念他而改名为巴伦支海。挪威斯瓦尔巴群岛的第二大定居点巴伦支堡、巴伦支岛和巴伦支地区也都是以他的名字命名的。
19世纪末，泰尔斯海灵岛开设了威廉·巴伦支海事学院。
1878年，荷兰为“威廉·巴伦支北极探险船”命名。
1931年，Nijgh & Van Ditmar出版了一部艾伯特·赫尔曼写的关于巴伦支第三次航行的剧本，但这部剧本从未被上演过。
1946年，捕鲸船Pan Gothia被重新命名为威廉·巴伦支。1953年，第二艘威廉·巴伦支捕鲸船生产。
果蝇分子结构中的一种蛋白质被命名为巴伦支，以纪念这位探险家。
荷兰电影制作人Reinout Oerlemans在2011年11月发行了一部名为新地岛的电影。这是荷兰第一部3D故事片。
2011年，一队志愿者开始在荷兰的哈灵根小镇建造巴伦支的船的复制品。按照计划，这艘船将在2018年准备就绪，届时高轮比赛将在哈灵根举行。